# Glyphonyx
Glyphonyx — род жесткокрылых из семейства щелкунов.

## Описание
Назале с двумя косыми, сходящимися килями, образующими перевёрнутый V-образную фигуру, часто с коротким вертикальным килем? который касается к основанию V-образной фигуры в переднем крае.

## Систематика
В составе рода:
- Glyphonyx bimarginatus
- Glyphonyx recticollis